# Arizona Reid
Arizona "AZ" Reid III (Gaffney, Carolina del Sur, 11 de marzo de 1986) es un exbaloncestista estadounidense nacionalizado armenio. Con 1,96 metros de estatura, jugaba en la posición de alero.

## Trayectoria deportiva

### Universidad
Jugó cuatro temporadas con los Panthers de la Universidad de High Point, en las que promedió 17,2 puntos, 8,4 rebotes, 1,8 asistencias y 1,2 robos de balón por partido. En su primera temporada fue incluido en el mejor quinteto de la Big South Conference, mientras que en las tres restantes lo fue en el mejor quinteto absoluto, logrando además el galardón de Jugador del Año en 2007 y 2008.
Se convirtió en el jugador número 97 en la historia del baloncesto universitario en alcanzar los 2000 puntos y 1000 rebotes.

### Profesional
Tras no ser elegido en el Draft de la NBA de 2008, comenzó una trayectoria por ligas de segundo nivel, firmando primero con los Lions de Genève de la liga suiza, pasando posteriormente por el UU-Korihait Uusikaupunki de la Korisliiga, los Cairns Taipans de la NBL Australia o el Sporting Al Riyadi Beirut libanés. Sus mayores éxitos los conquistó en la liga filipina, donde fue elegido en dos ocasiones como Mejor Extranjero de la PBA, y en la 2. Basketball Bundesliga con el Mitteldeutscher BC, equipo al que ascendió a la Basketball Bundesliga, siendo elegido MVP de la competición, tras promediar 16,8 puntos y 5,9 rebotes por partido.
En 2012 regresó a Suiza para fichar por el Fribourg Olympic, jugó una temporada en la que promedió 16,5 puntos y 7,6 rebotes por partido, terminada la cual regresó a Filipinas, competición que desde ese momento alternaría con las competiciones europeas. En octubre de 2013 fichó por el SK Cherkasy Monkeys de la Superliga de Ucrania, donde únicamente llegó a jugar tres partidos. Al año siguiente se comprometió con el RBC Verviers-Pepinster de la liga belga, donde jugó 17 partidos en los que promedió 17,9 puntos y 8,9 rebotes, pero a pesar de ser el máximo anotador de la liga, dejó el equipo en febrero de 2015 para regresar a Filipinas para fichar por los San Miguel Beermen.
Tras un breve paso por la liga de Armenia en 2016, cuando aprovechó para nacionalizarse por aquel país, en diciembre de ese año fichó por el ESSM Le Portel de la Pro A francesa, su primera competición de cierto nivel en sus nueve años de carrera profesional.